# 黑狡鮟鱇
黑狡鮟鱇（学名：Dolopichthys pullatus），又名深海鮟鱇，为輻鰭魚綱鮟鱇目棘茄魚亞目夢角鮟鱇科狡鮟鱇屬下的一个种，為深海魚類，分布於全球各大洋熱帶至溫帶海域，體長可達11.5公分，棲息在中層水域，生活習性不明，不具任何經濟價值。

## 扩展阅读
- 維基物種上的相關：黑狡鮟鱇